# Caló (México)
Como cualquier sociedad organizada, los grupos populares de México han creado una serie de sistemas para identificarse, conocerse y comunicarse con facilidad. Para este fin, crearon una jerga lingüística derivada del español, con aportes de varias lenguas e interpretaciones particulares de palabras. Este sistema es utilizado para comunicarse y mantener lejos de su grupo a personas ajenas o indeseables, por ejemplo a miembros de la policía. Este sistema es conocido como “Caló” o “Caliche”.
Aunque originalmente el término caló está vinculado a los grupos gitanos en la Península Iberica, con el tiempo su connotación más general y puede referirse a cualquier grupo de términos y variantes lingüísticas que nace de la convivencia de un grupo de personas. Por ejemplo, se puede hablar del “caló de los capitalinos”, o “el caló del transporte publico”.   
De esta denominación toma su nombre el grupo musical caló de los 90s pop tur.

## Historia
Estos personajes vivían, comúnmente, al interior de los barrios más pobres de la ciudad. La jerga empezó a ser utilizada al interior del núcleo familiar, para pasar al ámbito social del barrio, donde se empezó a dar una mezcla entre esta y otros lenguajes similares. Tal como se puede apreciar en las muchas películas de los años 40´s y 50´s, la edad de oro del cine mexicano, las ritmas de este lenguaje sonaban en la boca de personajes como “Pepe el Toro” o “Tintan” o "Hugo Navarro”.Este último con una cruza del caliche proveniente de la frontera norte, aunque el usado en estas películas es muy limpio evitando el uso de palabras groseras o con tintes sexuales.
En los setenta, con la producción de las películas basadas en historias de barrios pobres y, en especial, el ubicado en los centros de diversión nocturna conocido como de “Ficheras”, se hizo más popular el uso de esta jerga. Este hecho quitó mucho de su mística al lenguaje, por lo que muchos de los grupos delictivos empezaron a modificarlo para que continuara siendo propio de su oficio.
Es, también, en esta época cuando empieza a hacerse popular – considerando como de uso general, sin considerar el origen de las personas – una forma de juego o duelo verbal conocido como Albur. El albur usa, en su forma grosera, el caliche para dar forma a sus versos.

### Habla Popular
Como lenguaje se parece, en su uso, al “Slang” hablado por los angloamericanos o el “Lunfardo” de la Argentina, que se utiliza 
frecuentemente en el Tango.
En el habla común, es muy usual oír el entretejido de palabras comunes del caliche con el español, sobre todo en los barrios de clase baja. Sin embargo, debido a su popularidad, es usual entre la gente joven de la clase media y alta, como un signo de rebeldía y en ocasiones de superioridad, al tener la posibilidad de comunicarse con los otros estamentos de la sociedad.
Esta jerga usa una estructura muy similar a la del español con pocos cambios en la sintaxis, aunque esto se ve mucho más entre las personas de la frontera con EE. UU. donde el uso del inglés crea una variante que se ha conocido como Espanglish.

## Academia
Tanto la Real Academia Española como la Academia Mexicana de la Lengua han integrado a sus diccionarios el concepto en forma parcial al relacionarlo como “9. m. El Salv. jerga (‖ lenguaje especial de ciertas profesiones).” Y solo para el caso de la República de El Salvador y Caló como “1. m. Lenguaje de los gitanos españoles.” Del cual se atribuye el origen del lenguaje, ya que durante mucho tiempo se ha considerado, erróneamente, gitano como sinónimo de delincuente.

## Ejemplos orales de Caliche
La siguiente estrofa de la canción titulada “La Chilanga Banda” de Jaime López, es un ejemplo de caliche. Sin embargo, la versión más conocida es interpretada por el grupo mexicano de rock alternativo Café Tacuba.
- Ya chole chango chilango “Siempre es lo mismo contigo, capitalino”
- Qué chafa chamba te chutas “qué trabajo tan malo te toca hacer”
- No checa andar de tacuche “y no es bueno, como para que andes de traje”
- Y chale con la charola. “te ves mal con esa placa de policía” o "deja de fastidiar con tu placa de policía"

Un ejemplo del uso del caliche en una película, en forma mínima y tratando de evitar las palabras soeces, se da en la película Los Olvidados de Luis Buñuel; “chango para estar preparado”, “enconar para infectar”, “pele o pelar para irse o escabullirse”, “encajonar para encarcelar”, “píquele para correr o hacer algo con rapidez”, etc.

## Ejemplos de palabras del Caliche
Nota: como fuente se usó el segundo libro de la obra Picardía mexicana
- Abaratar para humillar o apabullar.
- Acólito del diablo para policía.
- Agorsomo para tonto.
- Aguacate para testículo
- Alcanfor para alcahuete.
- Alcancía para cárcel, penitenciaría, prisión.
- Al-color para ebrio, borracho
- Amortiguador para amor.
- Amortiguador sin barreno para Amor sin barreras.
- Andar con Chole para solitario.
- Bailar para robar o despojar.
- Bajón para cruda.
- Bellona para cobija.
- Biscolo/a envidioso/a.
- Brosa para vulgar o pandilla.
- Bullacán para mujer vulgar.
- Bullacate para señora o dama.
- Caco para ladrón que roba una casa vacía y que por superstición defeca en el lugar.
- Campanear para vigilar.
- Chafirete para chofer
- Chante o Cantón para casa.
- Chivato quien delata.
- Chorear para engañar.
- Chota para policía.
- Balconear poner en evidencia o delatar.
- Baisa para mano
- Dieciocho para estar alerta.
- Duques de veragua para pareja.
- Fusca o Fogón pistola
- Fardero para ladrón que roba en tiendas o supermercados y esconde el producto bajo su ropa
- Gaviota para vividor
- Kilo para mil.
- Lacra para plaga social.
- Llantas para Terminado o acabado
- Luca para mil
- Machete para pareja macho de hombre o mujer.
- Marmaja para dinero.
- Marracha para chamarra.
- Máscara del santo para pantimedia o máscara para asaltar y no ser reconocido.
- Mayate para homosexual activo.
- Maje para tonto.
- Mi pan para pareja sentimental de uno mismo.
- Miramón y mejía para mirar u observar.
- Molleja para reloj.
- Música para gente peleonera o problemática.
- Nostradamus para nosotros.
- Pablito para pagador.
- Pintarse para irse.
- Plátano para abogado.
- Rancho para reclusorio.
- Sarra para madre.
- Soltura para diarrea.
- Sunfiate para culo o ano.
- Tacuche para traje común de hombre.
- Tatema o Choya para cabeza.
- Tecata para droga enervante.
- Trinquete o Tranza para una maniobra ilícita para obtener dinero.
- Tanques  para zapatos.
- Tira para policía.
- Víbora para cinturón hueco, para guardar o esconder monedas; su apariencia es de un cincho común y corriente.
- Vidriante para gema falsa con apariencia de diamante o brillante.
- Zorrero para ladrón que roba ropa de las azoteas.
- Zurrar para defecar